# 利瓦罗
利瓦罗（法語：Livarot，法語發音：[livaʁo] ⓘ）是法国卡尔瓦多斯省的一个旧市镇，属于利雪区。2016年，利瓦罗与临近的21个市镇合并为新市镇利瓦罗派多日，利瓦罗为新市镇行政中心。

## 地理
利瓦罗（49°0'24"N, 0°9'9"E）面积12.09 平方千米，位于法国诺曼底大区卡爾瓦多斯省，该省份为法国西北部沿海省份，北濒大西洋英吉利海峡，东北与滨海塞纳省以海上边界相接，东临厄尔省，南至奧恩省，西与芒什省接壤。
与利瓦罗接壤的市镇（或旧市镇、城区）包括：拉布雷维耶尔、厄尔特旺、勒梅尼勒巴克莱、勒梅尼勒迪朗、圣玛格丽特德洛日、圣马丹-迪梅尼勒乌里、圣米歇尔德利韦、圣旺勒乌。
利瓦罗的时区为UTC+01:00、UTC+02:00（夏令时）。

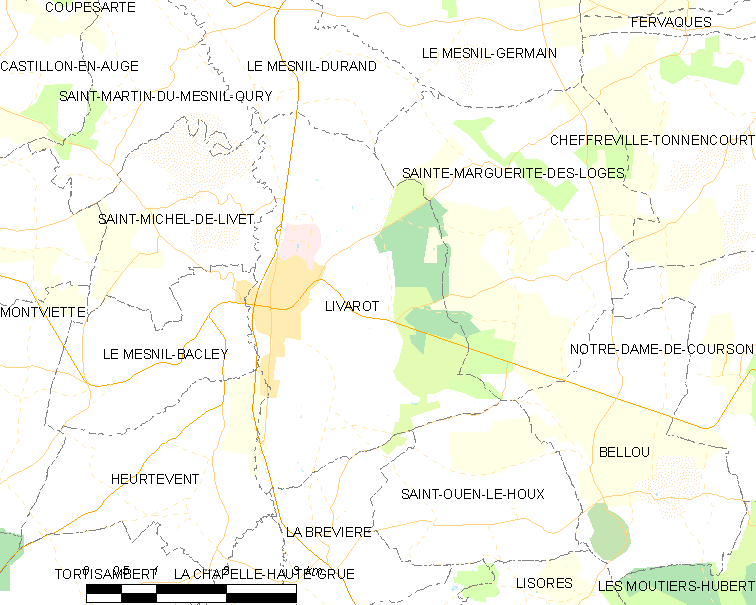
利瓦罗的OSM定位图

## 行政
利瓦罗的邮政编码为14140、14290，INSEE市镇编码为14371。

## 政治
利瓦罗所属的省级选区为利瓦罗派多日县。

## 人口

1962-2008年间利瓦罗人口变化图示

利瓦罗于2018年1月1日时的人口数量为2028人。